# 假松露

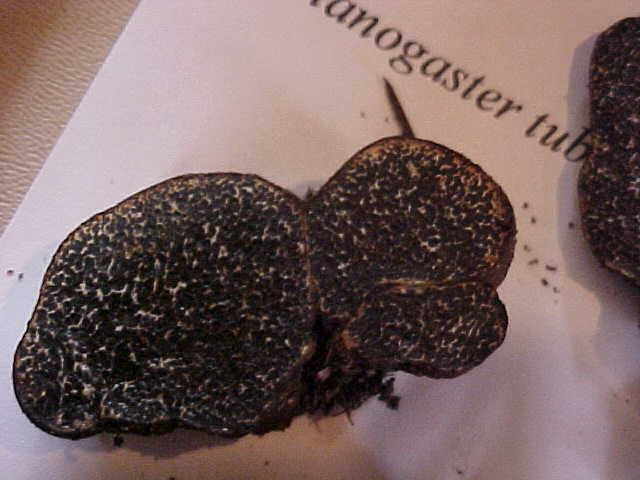
黑腹菌屬的假松露黑腹菌（Melanogaster tuberiformis）。

假松露（False truffle, hymenogastrales）是擔子果位於土壤之下，且型態類似子囊菌門松露的擔子菌門真菌通稱，從擔子菌門的多個演化支趨同演化而來。有部分觀點將子囊菌門中不屬於塊菌屬的松露（如豬塊菌屬）也視為假松露，也有觀點只將擔子菌門的松露稱為假松露。許多假松露有特別的香氣，可吸引松鼠等小型哺乳動物前來取食，以幫助其散播孢子，但有些假松露對人類有毒，只有少數物種可以食用。